# Тохтинские Тороповы
 Тохтинские Тороповы  — деревня в Орловском районе Кировской области. Входит в состав Орловского сельского поселения.

## География
Расположена на расстоянии примерно 28 км по прямой на запад-северо-запад от райцентра города Орлова.

## История
Известна с 1727 года как починок Федоровской с 2 дворами. В 1763 71 житель, в 1802 здесь (У речки Дресвянки) 12 дворов. В 1873 году (Федоровский или Тороповы) дворов 20 и жителей 153, в 1905 16 и 111, в 1926 (деревня Тороповы или Федоровская ) 12 и 64, в 1950 (Тороповы) 24 и 90, в 1989 5 жителей. Настоящее название утвердилось с 2020 года. С 2006 по 2011 год входила в состав Тохтинского сельского поселения.

## Население
Постоянное население не было учтено как в 2002 году, так и в 2010.